# ニック・パーク
ニコラス・ウルスタン・パーク（Nicholas Wulstan Park, CBE、1958年12月6日 - ）は、イギリスのストップモーション・アニメーター。「ひつじのショーン」「ウォレスとグルミット」の作者として知られる。

## 経歴
ランカシャーのプレストンに生まれたニックは、幼い頃からアニメーションに強い興味を持っていた。13歳の時には、自宅の屋根裏部屋で親のベル&ハウエル社製8mmフィルムカメラを使いアニメ制作を始め、1975年に制作した『Archie's Concrete Nightmare』がBBCで放映され、注目を浴びた。
1980年にシェフィールド工芸学校（現在のシェフィールド・ハラム大学 （Sheffield Hallam University））でコミュニケーション・アーツの学位を修得。同年世界的に有名な映画・放送学校の1つである国立映画テレビ学校（National Film and Television School）に入学し、「ウォレスとグルミット」シリーズの記念すべき第一作『チーズ・ホリデー（A Grand Day Out）』の制作を開始する。ニックの連絡を受けたアードマン・アニメーションズのピーター・ロードとデイビッド・スプロクストンは彼の作品に感銘を受け、制作中盤の1985年には二人の招きでアードマンに参画、『チーズ・ホリデー』を完成させる。
1989年には「リップ・シンク（Lip Synch）」シリーズ『快適な生活（Creature Comforts）』を監督する。1990年には『チーズ・ホリデー』と『快適な生活』がアカデミー賞短編アニメーション部門に同時ノミネートされ、このうち『快適な生活』が同賞を受賞する。また両作品は英国アカデミー賞（現在のオレンジ英国アカデミー映画賞）にもノミネートされ、こちらは『チーズ・ホリデー』が受賞している。
「ウォレスとグルミット」シリーズは着実にファンを増やしていき、第二作『ペンギンに気をつけろ!（The Wrong Trousers）』（1993年）、第三作『ウォレスとグルミット、危機一髪（A Close Shave）』（1995年）は、両作品ともアカデミー短編アニメ賞に輝き大成功を収めた。
2000年には初の長編である『チキンラン（Chicken Run）』、2002年には短編集『ウォレスとグルミットのおすすめ生活（Wallace & Gromit: Cracking Contraptions）』を制作した。
2005年には「ウォレスとグルミット」シリーズ初の長編『ウォレスとグルミット 野菜畑で大ピンチ!（Wallace & Gromit: The Curse of the Were-Rabbit）』を制作した。この作品は宮崎駿監督の『ハウルの動く城』、ティム・バートン監督の『ティム・バートンのコープスブライド』らを抑え、第33回アニー賞及び第78回アカデミー賞の長編アニメ部門を受賞した。
宮崎駿を尊敬しており、宮崎自身もニックの作品を評価している。

## 主な監督作品

### 長編映画
- チキンラン（Chicken Run、2000年）
- ウォレスとグルミット 野菜畑で大ピンチ!（Wallace & Gromit in The Curse of the Were-Rabbit、2005年）
- アーリーマン 〜ダグと仲間のキックオフ!〜（Early Man、2018年）

### 短編映画
- 快適な生活（Creature Comforts、1989年）
- チーズ・ホリデー（A Grand Day Out with Wallace and Gromit、1989年）
- ペンギンに気をつけろ!（Wallace & Gromit in The Wrong Trousers、1993年）
- ウォレスとグルミット、危機一髪!（Wallace & Gromit in A Close Shave、1995年）
- ウォレスとグルミットベーカリー街の悪夢（A Matter of Loaf and Death、2008年）